# 德米特倫卡
47°0′30″N 33°10′1″E / 47.00833°N 33.16694°E
德米特伦卡（烏克蘭語：Дмитренка）是位於烏克蘭南部的村莊，由赫爾松州貝里斯拉夫區的博羅津斯凱市鎮負責管轄。該村始建於1870年，面積0.57平方公里，海拔高度57米，2001年人口81人，人口密度每平方公里142.1人。